# أيلنط ثلاثي
أيلنط ثلاثي (الاسم العلمي: Ailanthus triphysa) هو نوع نباتي يتبع جنس الأيلنط من فصيلة السيماروبية.